# Тест „88“
„Тест „88““ е български игрален филм (драма) от 1988 година на режисьора Христо Христов, по сценарий на Христо Христов и Калин Донков (по разказа „Каменните трохи“ на Калин Донков). Оператор е Атанас Тасев. Музиката във филма е композирана от Виктор Чучков.

## Сюжет
Нощната тишина в покрайнините на столичния град е разкъсана от оглушителния рев на моторите на няколко самосвала. С бясна скорост те преследват случайно попаднали им на пътя хора, стараейки се да ги убият. Къде е причината за тази необоснована агресивност, желание за унищожение и смърт? Следователят ги поставя в ситуация, когато, изправени пред съда на собствената си съвест, те трябва да отговорят на въпроса: „Кой може да каже, колко добър човек съм?“.
Във филма са използвани документални кадри от филма „Вечния двигател“ на режисьора Евгений Михайлов.

## Актьорски състав
- Иван Иванов – Следователят
- Тодор Колев
- Николай Акимов
- Васил Банов
- Петър Райжеков
- Момчил Карамитев
- Пламен Сираков
- Никола Караджов
- Христо Шопов
- Красимир Велков
- Иван Истатков
- Кирил Янчулев
- Катя Паскалева
- Лиляна Ковачева
- Ваня Цветкова – старшината
- Пламен Дончев
- Георги Новаков
- Ивайло Калоянчев - крадецът